# Hrauneyjafell
Hrauneyjafell är en kulle i republiken Island. Den ligger i regionen Suðurland, 130 km öster om huvudstaden Reykjavík. Toppen på Hrauneyjafell är 547 meter över havet, eller 86 meter över den omgivande terrängen. Bredden vid basen är 1,3 km.
Trakten runt Hrauneyjafell är nära nog obefolkad, med mindre än två invånare per kvadratkilometer. Det finns inga samhällen i närheten. Trakten runt Hrauneyjafell består i huvudsak av gräsmarker.